# تیم ویسکوتر
تیم ویسکوتر (آلمانی: Tim Wieskötter؛ زادهٔ ۱۲ مارس ۱۹۷۹) قایقران کانو اهل آلمان بود.
وی همچنین برندهٔ جوایزی همچون برگ بوی نقره‌ای شده‌است.